# Пинчук, Григорий Васильевич
Пинчук Григорий Васильевич (род. 14 января 1965, Семипалатинск) — казахстанский политический деятель.
С 1980 года — рабочий-грузчик, грузчик Семипалатинской обувной фабрики. С 1982 года — механик 5-й категории Семипалатинского 3-го УВД, водитель 3-го класса. С 1983 года — служил в Советской Армии. 1985—1987 гг. — водитель 3-го класса отделения механизации «Семейуйркурылыс» (г. Семей).
С 1990 года — кладовщик Семипалатинского пивоваренного завода . С 1992 года — директор ИП «Дархан» (г. Семей). С 1998 года — директор ТОО «Глобус и К» (г. Семей). С 2000 года — исполняющий обязанности заместителя акима города Семей, с 2001 года — заместитель акима.
С 2002 года — аким Бородулихинского района Восточно-Казахстанской области . С 2007 года — Государственный инспектор Администрации Президента Республики Казахстан. С 2009 года — заместитель акима Восточно-Казахстанской области.
С 2012 по 2015 год — секретарь Восточно-Казахстанского областного маслихата.
Окончил Университет Кайнар (2001), международный экономист.